# Любанський Броніслав Йосипович
Броніслав Йосипович Любанський (нар. 18 березня 1905 — пом. 1967) — генерал-майор Радянської Армії, бригадний генерал Війська Польського, учасник німецько-радянської війни.

## Біографія
Броніслав Любанський народився 18 березня 1905 року в місті Брацлаві (нині — Вінницька область). Навчався у Вінниці. У 1929 році Любанський був призваний на службу до лав Робітничо-селянської Червоної армії. Закінчив Ленінградську військово-інженерну школу, в 1932 році — Військово-інженерну академію. Служив у стройових інженерних частинах.
З липня 1941 року — на фронтах німецько-радянської війни. Командував 377-м окремим мінно-саперним батальйоном 5-ї артилерійської бригади Південно-Західного фронту. Брав участь у боях на території України, був контужений. Пізніше Броніслав Любанський служив командиром 14-го гвардійського окремого батальйону мінерів, брав участь у Сталінградській битві.
У травні 1943 року, як поляк за національністю, Любанський був направлений на службу до складу Війська Польського. Командував саперною частиною у складі дивізії імені Тадеуша Костюшко, потім командував 1-ю Варшавсько інженерно-саперною бригадою. Активно брав участь у боях за визволення Польщі, а також у повоєнному розмінуванні Верхньої Сілезії і Померанії, за що був нагороджений багатьма польськими орденами і медалями.
У травні 1952 року Броніслав Любанський повернувся до СРСР. Помер у 1967 році, похований на Лук'янівському військовому кладовищі Києва.

Любанский Б. В. Військо Польське
Любанский Б. В. 1942 р.
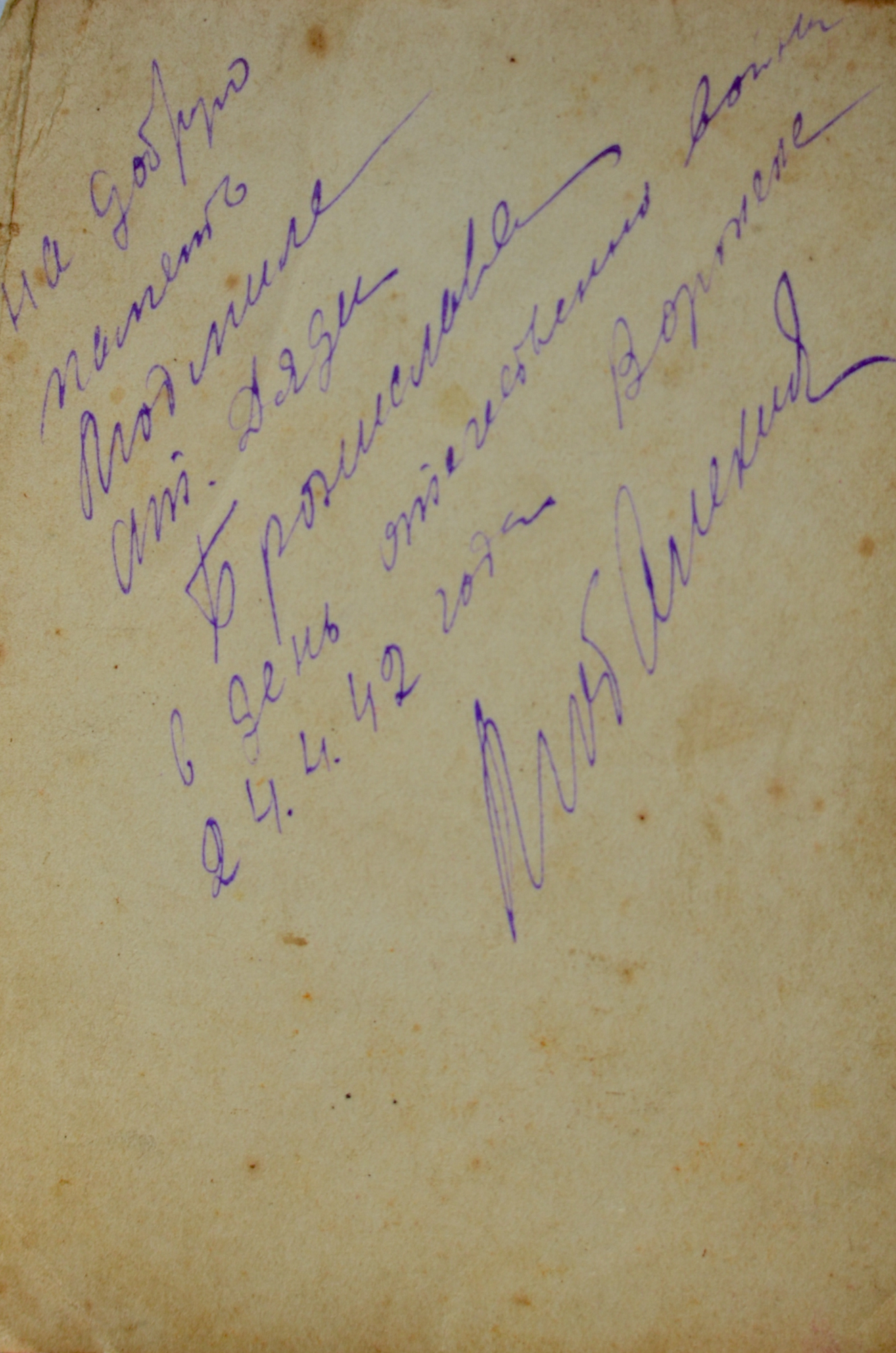
Текст на фотографії 1942 р.

## Нагороди

### СРСР
- Орден Червоного Прапора (двічі)[2]
- Орден Вітчизняної війни II ступеня
- Орден Червоної Зірки (двічі)
- Медаль «За оборону Сталінграда»
- Медаль "За перемогу над Німеччиною у Великій Вітчизняній війні 1941—1945 рр .. "

### Польща
- Орден Virtuti Militari IV (1945) і V ступенів (1944)
- Орден «Хрест Грюнвальда» III ступеня (1945)
- Офіцерський хрест Ордена Відродження Польщі (1945)
- Золотий Хрест Заслуги (двічі, 1946)[3]
- Медаль «За Одру, Нісу і Балтику» (1946)
- Медаль «За Варшаву 1939—1945» (1946)
- Бронзова медаль «Збройні сили на службі Батьківщини» (1951)